# 睢酒
睢酒是河南商丘睢县出产的一种白酒，源于1958年成立的睢县酒厂，其酱香型白酒曾于1988年和茅台同台获奖，其浓香型白酒1992年也曾和五粮液同台获奖。现因改制后资产分属不同商家，因此有数家不同酒厂都在生产同种睢酒，只是名称不一而已。但所有睢酒均为以高粱、玉米、大米、糯米、小麦为原料，大麦、小麦混合制曲为糖化发酵剂，在人工培育窖泥的老窖池中，经固体双轮发酵，陈酿脂化酿制而成。